# كأس السوبر الإسباني 2020
كأس السوبر الإسباني 2020 هي النسخة الـ 36 من كأس السوبر الإسباني التي ينظمها الاتحاد الإسباني لكرة القدم. في السابق كان النظام على وجود مواجهة بين بطل الدوري الإسباني والفائز بكأس الملك، بمبارتي الذهاب والإياب.
في فبراير 2019، استُحدث نظام جديد للبطولة، أُقيمت هذه النُّسخة من دورة مُجمعة تضم أربعة فرق، وهم بطل الدوري والكأس ووصيفيهما. وفي حال فوز الفريق باللقبين أو حل بطلاً ووصيفا في المُنافستين، فإن صاحب المركز الثالث سيتأهل أيضاً للمشاركة في البطولة المصغرة، والتي ستكون بنظام شبيه بنظام دور نصف النهائي.
أُقيمت مُبارتي نصف النهائي في 8 يناير و9 يناير، بينما أجريت المُباراة النهائية في 12 يناير.

## المتأهلين
في هذه النسخة، شارك كل من بطل ووصيف كأس ملك إسبانيا 2018–19، وصيف وصاحب المركز الثالث في الدوري الإسباني 2018–19، وبهذا تصبح الفرق المشاركة كالتالي:

### الفرق المشاركة
تأهلت الفرق الأربعة التالية للبطولة.
| الفريق        | طريقة التأهل                                               | المشاركة         | أخر مشاركة  | الأداء عبر السنوات | الأداء عبر السنوات |
| الفريق        | طريقة التأهل                                               | المشاركة         | أخر مشاركة  | البطل              | الوصيف             |
| ------------- | ---------------------------------------------------------- | ---------------- | ----------- | ------------------ | ------------------ |
| فالنسيا       | بطل كأس ملك إسبانيا 2018–19                                | الخامسة          | الوصيف 2008 | 1                  | 3                  |
| برشلونة       | وبطل الدوري الإسباني 2018–19 ووصيف كأس ملك إسبانيا 2018–19 | الرابعة والعشرون | البطل 2018  | 13                 | 10                 |
| ريال مدريد    | المركز الثالث في الدوري الإسباني 2018–19                   | السادسة عشر      | البطل 2017  | 10                 | 5                  |
| أتلتيكو مدريد | وصيف الدوري الإسباني 2018–19                               | السابعة          | البطل 2014  | 2                  | 4                  |

## القرعة
جَرت القُرعة في 11 نوفمبر في مقر الاتحاد الملكي الإسباني لكرة القدم، في لا سيوداد ديل فيتبول. لم يكن هناك قيود في ذلك.

## المباريات
أُقيمت المُباريات الثلاث على ملعب مدينة الملك عبد الله الرياضية في جدة، بالسعودية.

### القوس
|  | نصف النهائي   | نصف النهائي   |               |       | النهائي | النهائي |
|  |               |               |               |       |         |         |
|  | 8 يناير 2020  |               |               |       |         |         |
|  |               |               |               |       |         |         |
|  | فالنسيا       | 1             |               |       |         |         |
|  | فالنسيا       | 1             | 12 يناير 2020 |       |         |         |
|  | ريال مدريد    | 3             |               |       |         |         |
|  | ريال مدريد    | 3             | ريال مدريد    | 0 (4) |         |         |
|  | 9 يناير 2020  |               | ريال مدريد    | 0 (4) |         |         |
|  |               | أتلتيكو مدريد | 0 (1)         |       |         |         |
|  | برشلونة       | أتلتيكو مدريد | 0 (1)         | 2     |         |         |
|  | برشلونة       |               |               | 2     |         |         |
|  | أتلتيكو مدريد | 3             |               |       |         |         |
|  | أتلتيكو مدريد | 3             |               |       |         |         |

### نصف النهائي
| ريال مدريد                           | 3–1   | فالنسيا              |
| ------------------------------------ | ----- | -------------------- |
| - كروس 15' - إيسكو 39' - مودريتش 65' | تقرير | - باريخو 90+2' (ر.ج) |

| برشلونة                  | 2–3   | أتلتيكو مدريد                                           |
| ------------------------ | ----- | ------------------------------------------------------- |
| - ميسي 51' - غريزمان 62' | تقرير | - كوكي 46' - ألفارو موراتا 81' (ركل.) - أنخيل كوريا 86' |

### النهائي
| ريال مدريد                             | 0–0 (ب.و.إ.) | أتلتيكو مدريد            |
| -------------------------------------- | ------------ | ------------------------ |
|                                        | تقرير        |                          |
| ركلات الترجيح                          |              |                          |
| - كارفاخال - رودريغو - مودريتش - راموس | 4–1          | - ساؤول - بارتي - تريبير |